# Inga Strümke
Inga Strümke, född 1989 i Gummersbach i Tyskland, är en norsk fysiker. 
Inga Strümke växte från fyra års ålder upp i Narvik. Hon studerade från 2007 på Norges teknisk-naturvitenskapelige universitet i Trondheim, där hon tog magisterexamen i teoretisk fysik 2012.
Hon disputerade i partikelfysik på Universitetet i Bergen 2019 och är docent vid Institutt for datateknologi og informatikk på Norges teknisk-naturvitenskapelige universitet, där hon arbetar med artificiell intelligens. 
År 2023 gav Inga Strümke ut boken Maskiner som tenker – algoritmenes hemmelighet og veien til kunstig intelligens, för vilken hon fick Bragepriset 2023.